# Filip Đukić
Filip Đukić (* 6. srpna 1999) je černohorský profesionální fotbalista, který hraje na pozici brankáře za dánský klub AC Horsens. Narodil se v Dánsku, ale hraje za černohorský národní tým.

## Klubová kariéra
Filip Đukić se narodil ve Hvidovre v regionu Hovedstaden a fotbal začal hrát jako čtyřletý za místní klub Rosenhøj Boldklub. V roce 2012 se připojil k mládežnické akademii FC Kodaň, klubu, kterému fandil jako mladý.
Poté, co prošel kodaňskou akademií, přestoupil Đukić v roce 2018 do klubu z rodného města Hvidovre IF, kde podepsal seniorskou smlouvu. Dne 15. srpna 2018 debutoval v prvním týmu při prohře v prvním kole dánského poháru s Fremadem Amagerem. Đukić debutoval v lize o dva měsíce později, 7. října 2018, když nahradil Alexandera Horsebøga, když se týmu nedařilo. Po nejistém začátku se klub rozhodl, že si ho nechá jako první brankářskou volbu. Jeho první start od začátku zápasu přišel v zápase dánské 1. divize proti Fremadu Amageru. Zápas skončil remízou 2:2.
V říjnu 2020 se Đukić připojil k ligovému rivalovi Fremadu Amageru a o několik měsíců později, v lednu 2021, se vrátil do Hvidovru, kde podepsal krátkodobou smlouvu. V červnu 2021 smlouvu prodloužil. V sezóně 2022/23 postoupil s Hvidovre do Superligaen a krátce poté s klubem prodloužil smlouvu do roku 2024. Dne 21. července 2023 debutoval v Superligaen při prohře 0:1 s Midtjyllandem, kdy také chytil penaltu Gustava Isaksena.
Dne 3. února 2025, v den uzávěrky přestupů, bylo potvrzeno, že Đukić přestoupil do dánského klubu AC Horsens na základě smlouvy do června 2026.

## Reprezentační kariéra
Dne 5. června 2019 si Đukić připsal svůj první start za černohorskou reprezentaci do 21 let, když nastoupil jako náhradník během druhého poločasu v přátelském zápase s Gruzií, který skončil 0:0.
Za černohorský národní tým debutoval 19. listopadu 2023 v kvalifikaci na Mistrovství Evropy ve fotbale 2024 v zápase proti Maďarsku.

## Statistiky

### Klubové
Platí k zápasu hranému 29. listopadu 2024.
| Klub              | Sezóna            | Liga              | Liga   | Liga | Národní pohár | Národní pohár | Ostatní | Ostatní | Celkově | Celkově |
| Klub              | Sezóna            | Soutěž            | Zápasy | Góly | Zápasy        | Góly          | Zápasy  | Góly    | Zápasy  | Góly    |
| ----------------- | ----------------- | ----------------- | ------ | ---- | ------------- | ------------- | ------- | ------- | ------- | ------- |
| Hvidovre          | 2018/19           | 1. division       | 22     | 0    | 1             | 0             | —       | —       | 23      | 0       |
| Hvidovre          | 2019/20           | 1. division       | 29     | 0    | 0             | 0             | —       | —       | 29      | 0       |
| Hvidovre          | Celkově           | Celkově           | 51     | 0    | 1             | 0             | —       | —       | 52      | 0       |
| Fremad Amager     | 2020/21           | 1. division       | 0      | 0    | 0             | 0             | —       | —       | 0       | 0       |
| Hvidovre          | 2020/21           | 1. division       | 11     | 0    | 0             | 0             | —       | —       | 11      | 0       |
| Hvidovre          | 2021/22           | 1. division       | 22     | 0    | 6             | 0             | —       | —       | 28      | 0       |
| Hvidovre          | 2022/23           | 1. division       | 32     | 0    | 1             | 0             | —       | —       | 33      | 0       |
| Hvidovre          | 2023/24           | Superligaen       | 25     | 0    | 0             | 0             | 0       | 0       | 25      | 0       |
| Hvidovre          | 2024/25           | 1. division       | 18     | 0    | 1             | 0             | —       | —       | 19      | 0       |
| Hvidovre          | Celkově           | Celkově           | 108    | 0    | 8             | 0             | 0       | 0       | 116     | 0       |
| Celkově v kariéře | Celkově v kariéře | Celkově v kariéře | 159    | 0    | 9             | 0             | 0       | 0       | 168     | 0       |

### Reprezentační
Platí k zápasu hranému 19. listopadu 2023.
| Národní tým | Rok     | Zápasy | Góly |
| ----------- | ------- | ------ | ---- |
| Černá Hora  | 2023    | 1      | 0    |
| Celkově     | Celkově | 1      | 0    |